# سباق بي إم إكس

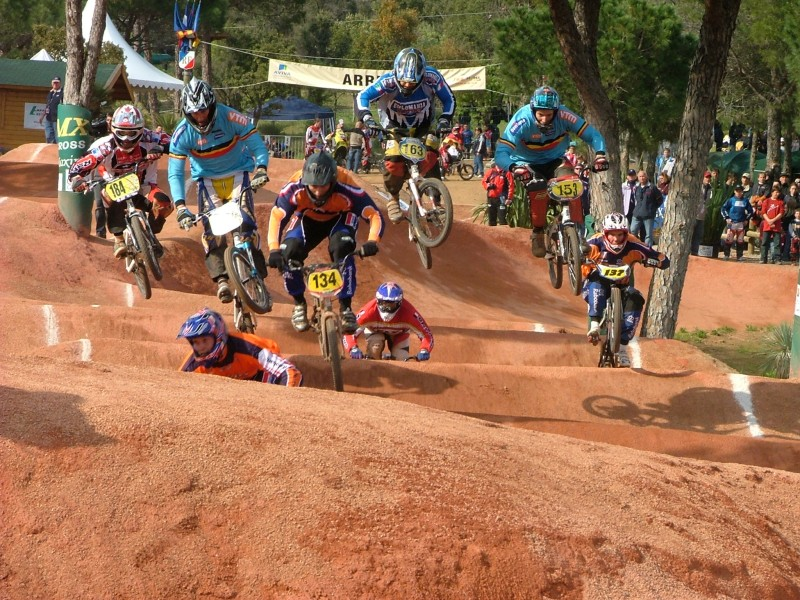
صورة لأحد سباقات بي إم إكس

سباق بي إم إكس هو سباق دراجات هوائية يكون خارج الطريق على طريق وعرة وهو مشتق من سباق الموتوركروس. ويقام على حلبة سباق ذات لفة واحدة مقامة لهذا الغرض. وعادة ما تتألف الحلبة من بوابة انطلاق تتسع لثمانية متسابقين وطريق ترابي وخط نهاية.